# سجن بئر أحمد
سجن بئر أحمد ويُعرف أحيانًا باسم بير أحمد هو سجن تُديره المخابرات الإماراتية في مديرية البريقة التابعة لمدينة عدن في جنوب اليمن.

## العمليات
يتكوّن سجن بئر أحمد من موظفين يمنيين في المقام الأول لكنّه يحظَى برعاية إماراتية حيث يقوم ضباط إماراتيون بتوفير الأمن من خلال ميليشيا الحزام الأمني التابعة هي الأخرى للجيش الإماراتي. طالبَ وزير الداخلية اليمني أحمد ميسري في تموز/يوليو 2018 الجيش الإماراتي بإغلاق أو تسليم السيطرة على السجن إلى القوات اليمنية. بحلول الثالث من يوليو 2018؛ أفرجت القوات الإماراتية عن ستة وأربعين معتقلا من السجن.

## الاعتداء
بحسب تقارير لوكالة أسوشيتد برس فإنّ المحتجزين في سجن بئر أحمد قد تعرضوا للتعذيب والاعتداء الجنسي، بما في ذلك الاغتصاب وصعقُ أعضائهم التناسلية بالكهرباء أو حتّى تعليق خصيتهم بحجر ثقيل طوال اليوم. جدير بالذكر هنا -حسبَ أسوشيتد- أن هناك بعض المُعتقلين القابعين في السجّن دون تهمة.